# Akalamdug
Akalamdug (asi přelom 26. a 25. století př. n. l.) byl sumerský panovník tzv. 0. dynastie urské, zřejmě syn Meskalamduga a jeho manželky Ninbandy.
Protože není jeho jméno uváděno na Sumerském královském seznamu, je správnější uvádět ho mimo 1. dynastii urskou stejně jako Meskalamduga. V královském pohřebišti města Ur byla nalezena jeho hrobka s pečetidly okrouhlého tvaru s jeho jménem. Prameny uvádějí jako jeho manželku Asmusikildingrai. Podobně jako u jeho otce je i hrobka Akalamdugova obklopena hroby s rituálně usmrcenými sloužícími. Tento zvyk je v Sumeru ojedinělý a připomíná pohřby raně dynastických panovníků egyptských. Akalamdug byl zřejmě otcem krále 1. dynastie urské Mesannipady.